# 테르나나 칼초
테르나나 칼초(이탈리아어: Ternana Calcio S.p.A.)는 움브리아주 테르니에 위치한 이탈리아의 축구 클럽이다.
클럽은 1925년에 창단했으며 1993년에 재창단하였다. 테르나나는 두번의 세리에 A 참가 경험(1972-73 시즌, 1974-75 시즌)이 있다. 현재는 세리에 C에 참가중이다.
움브리아 주에서 처음으로 세리에 A에 진출한 클럽이기도 하다.
테르나나의 최대의 라이벌은 페루자이다.

## 색과 문양
팀의 색은 붉은색과 녹색이다.

## 선수 명단

### 현역
참고: FIFA 자격 규정에 따라 소속된 국가대표팀 국기를 표시합니다. 선수는 복수의 FIFA 비회원국 국적을 가지고 있을 수 있습니다.
| 번호 | 포지션 | 국적 | 이름            |
| ---- | ------ | ---- | --------------- |
| 8    | MF     |      | 키스 드 부르    |
| 15   | DF     |      | 티아고 카사솔라 |

| 번호 | 포지션 | 국적 | 이름            |
| ---- | ------ | ---- | --------------- |
| 73   | DF     |      | 디모 크라스테브 |

## 역대 감독
| 감독                  | 임기   |
| --------------------- | ------ |
| 에드몬도 파브리       | 1976   |
| 루이지 데 카니오      | 2016 ~ |
| 크리스티아노 루카렐리 | 2020 ~ |